# MTD Products
MTD Products er en amerikansk producent af udendørs udstyr til haver og parker med hovedkvarter i Valley City, Ohio. Virksomheden blev etableret i 1932, og det er siden 2021 et datterselskab til Stanley Black & Decker. MTD har mærker som: Cub Cadet, Craftsman, Troy-Bilt, Remington, Robomow, Rover, Wolf-Garten, Columbia, Yard Machines og Bolens.